# Carmenza Gómez
Carmenza de los Ángeles Gómez Galofre (Nueva Orleans, 9 de febrero de 1952) es una actriz colombiana de cine, teatro y televisión.

## Carrera
Carmenza Gómez nació en Nueva Orleans (Estados Unidos) y a los 4 años viajó a Cartagena donde vivió su primera infancia, luego se fue a vivir a Bogotá, donde estudió filosofía, letras y psicología en la Universidad Javeriana. Se formó como actriz en el teatro local y realizó varios talleres de actuación. Gómez también es cantante,formó parte de la banda sonora de la telenovela El último matrimonio feliz. Su disco más conocido es Que te vas. Debutó en la televisión en el año 1980.

## Filmografía

### Televisión
| Año       | Título                           | Personaje                               | Canal              |
| --------- | -------------------------------- | --------------------------------------- | ------------------ |
| 1979      | Teresa Valverde                  | Pepita Mamoret                          | Primera Cadena     |
| 1983      | El bazar de los idiotas          | Maritza La candelosa                    | Primera Cadena     |
| 1984      | El Faraón                        |                                         | Cadena Uno         |
| 1988      | El refugio                       |                                         | Cadena Uno         |
| 1989      | Azúcar                           | La Negra Sixta Lucumi                   | Cadena Dos         |
| 1990      | La vorágine                      | La Turca Zorayda                        | Cadena Dos         |
| 1990-1991 | La casa de las dos palmas        | Etelvina Jiménez                        | Cadena Dos         |
| 1991      | Escalona                         | Juana Arias                             | Cadena Dos         |
| 1992      | La mujer doble                   | Doña Magdalena de Figueroa              | Cadena Dos         |
| 1994-1995 | Candela                          | Estebana Mena                           | Cadena Dos         |
| 1996      | Leche                            | Dispepsia                               | Canal A            |
| 1997      | Tiempos difíciles                | Mariela Calderón                        | Canal A            |
| 1998      | Perro amor                       | Cristina de Brando                      | Canal A            |
| 2000      | Francisco el matemático          | Mamá de Ana María Londoño               | Canal RCN          |
| 2000-2001 | A donde va Soledad               | Manuela Rivas                           | Canal RCN          |
| 2000-2002 | Pobre Pablo                      | Tulia de Guerrero                       | Canal RCN          |
| 2003-2004 | La costeña y el cachaco          | Mercedes Vda De Granados                | Canal RCN          |
| 2004-2005 | Las noches de Luciana            | Eulalia                                 | Canal RCN          |
| 2006-2007 | Hasta que la plata nos separe    | Doña Dolores                            | Canal RCN          |
| 2007-2008 | Pura sangre                      | María Suárez de Montenegro              | Canal RCN          |
| 2008      | Mujeres asesinas                 | Madre de Clara Ep: Clara, la fantasiosa | Canal RCN          |
| 2008-2009 | El último matrimonio feliz       | Margot Álvarez                          | Canal RCN          |
| 2011      | El Joe, la leyenda               | Cecilia Ramón "La Tía Ceci"             | Canal RCN          |
| 2011      | Confidencial                     | Ep: El socavón                          | Caracol Televisión |
| 2012-2013 | Casa de reinas                   | Digna de Jurado                         | Canal RCN          |
| 2013      | Allá te espero                   | Rubiela Jaramillo                       | Canal RCN          |
| 2013-2014 | La selección, la serie           | Juana Palacio                           | Caracol Televisión |
| 2015      | Diomedes, el cacique de la junta | Beatriz De Arjona                       | Canal RCN          |
| 2016      | Mujeres asesinas                 | Emma, la costurera                      | Canal RCN          |
| 2017      | No olvidarás mi nombre           | Carmen Mojica                           | Canal RCN          |
| 2018      | Elevados                         |                                         |                    |
| 2019      | Con Olor a Azucena               | Azucena                                 | Teleantioquia      |
| 2021      | Cómo sobreviví al 2020           | Rosa                                    | Canal Capital      |
| 2021      | Las flores de la guerra          | Jazmin                                  | Canal Trece        |
| 2022      | Primate                          | Emilse                                  | Prime Video        |
| 2022      | Noticia de un secuestro          | Marina Montoya                          | Prime Video        |
| 2022      | Leandro Díaz                     | Remedios Duarte                         | Canal RCN          |
| 2022      | A grito herido                   | Tia Margoth                             | Prime Vídeo        |
| 2023-2025 | Perfil falso                     | Hortensia Meneses                       | Netflix            |
| 2024      | La sustituta                     | Alina Escallón                          | Vix                |

## Cine
| Año  | Título                     | Personaje       |
| ---- | -------------------------- | --------------- |
| 2025 | Un padre muy madre         | Sofia           |
| 2010 | La toma de la embajada     |                 |
| 2009 | El cielo                   | Doña Lucy Ochún |
| 1984 | Caín                       | Dionisia        |
| 1983 | Con su música a otra parte |                 |
| 1981 | Pisingaña                  |                 |
| 1979 | La Abuela                  |                 |

## Teatro
| Título                                               |
| ---------------------------------------------------- |
| La cándida Erendira                                  |
| La Siempre Viva                                      |
| Una pareja de par en par                             |
| Bodas de sangre                                      |
| En carne propia                                      |
| El círculo de tiza caucasiano                        |
| Electra                                              |
| La Ruta de los Comuneros -Revivamos nuestra historia |
| El cielo                                             |
| Mientras llueve                                      |
| Amándote                                             |
| Pisingaña                                            |
| El Refugio                                           |
| Semana de pasión                                     |
| Antonia Santos                                       |
| Máscaras                                             |
| La abuela                                            |
| Las 4 edades del amor                                |
| Shakespeare Enamorado                                |
|                                                      |
| Halloween con la Filarmonica de Colombia             |
| Chavela por siempre Vargas                           |

## Programa
- Descarate sin evadir (2015) — Ella misma

## Premios y nominaciones

### Premios India Catalina
| Año  | Categoría                                      | Telenovela O Serie         | Resultado |
| ---- | ---------------------------------------------- | -------------------------- | --------- |
| 2020 | Mejor actriz protagónica de telenovela o serie | Con olor a Azucena         | Nominada  |
| 2018 | Mejor actriz de reparto de telenovela o serie  | No olvidarás mi nombre     | Nominada  |
| 2012 | Mejor actriz de reparto de telenovela          | El Joe, la leyenda         | Nominada  |
| 2009 | Mejor actriz protagónica de telenovela         | El último matrimonio feliz | Ganadora  |
| 2008 | Mejor actriz o actor de reparto                | Pura sangre                | Nominada  |